# ادینگن-نکارهاوزن
ادینگن-نکارهاوزن (به آلمانی: Edingen-Neckarhausen) یک شهر در آلمان است که در راین-نکار-کرایس واقع شده‌است. ادینگن-نکارهاوزن ۱۳٬۹۰۵ نفر جمعیت دارد.

## خواهرخوانده
شهر Plouguerneau خواهرخواندهٔ ادینگن-نکارهاوزن هست.